# やなせたかしメルヘン劇場
『やなせたかしメルヘン劇場』（やなせたかしメルヘンげきじょう）は、2008年4月23日にバップより発売されたOVA短編作品である。

## 概要
やなせたかし原作の絵本を映像化した短編アニメーションをオムニバス形式で収録。一部のエピソードを除き一話20分程度で構成される。
これら作品群のうち『ロボくんとことり』は、2012年12月1日公開の映画『やなせたかしシアター』で同時併映された。
2016年から2019年まで、キッズステーションにて不定期で放送されていた。放送順はDVD収録順および有料配信を行っている日テレオンデマンド上の配信順とは異なる。過去にはカートゥーン ネットワークでも放送されていた。

## 作品一覧
各作品のストーリーと登場人物を詳述。作品の順番はDVD収録順に準拠する（『かばこさん』シリーズを除く）。

### 第1幕 そっくりのくりのき

#### でかたんみみたんぽんたん
- シナリオ - 米村正二
- 絵コンテ・演出・キャラクターデザイン・作画監督 - 川又浩

てのひらの形をした木が生る「てのひら森」。そこでは、でかたん・みみたん・ぽんたんの3人が仲良く暮らしていた。この物語では、そんな3人が創作の絵描き歌などで遊ぶ様子を四季折々に描く。
でかたん
声 - 愛河里花子
体の大きなカバの男の子。眠るとシャボン玉のような鼻ちょうちんを出す。歌に自信があると自負するが非常に音痴。優れた嗅覚と怪力の持ち主。
みみたん
声 - 白鳥由里
ウサギの女の子。とても足が速く運動神経も抜群。スイカが好物。
ぽんたん
声 - 神代知衣
サルの男の子。身のこなしが軽く、長い尻尾を器用に扱える。
こまどり先生
声 - 寺谷美香
コマドリの女性。みみたん達に歌のレッスンをする。語尾に「ドリ」を付けて話す。
キリン先生
声 - 金光宣明
キリンの男性。眼鏡をかけている。でかたん達にスイカ割りをさせる。
フクロウ
たぬき
声 - 西優子
でかたんが叩こうとしていた太鼓に化けていた。でかたんを騙したお詫びに音楽会のチケットをプレゼントする。
お化け / ペンギン
雪の積もった冬のてのひら森で遊んでいたぽんたん達の前に現れた白い体のお化け。でかたん達が咄嗟に考えた絵描き歌でペンギンの姿に変えられた。
ナレーション
声 - 梅津秀行

#### そっくりのくりのき
- シナリオ - 藤田伸三
- 絵コンテ - 矢野博之
- 演出・キャラクターデザイン - 川又浩
- 作画監督 - 千葉源太

くりのきとコンちゃんは「くりくり山」でのんびりと暮らしていた。そんなある日、大嵐の中落雷を受けたくりのきは、山から根こそぎ滑り落ちてしまい…。
くりのき
声 - 関俊彦
「くりくり山」の頂上に聳える大きな栗の木。性格は優しく物知り。秋になると沢山の栗を実らせる。
コンちゃん
声 - 岡崎裕美
くりくり山に住む白狐の男の子。くりのきの事が大好き。

#### ロボくんとことり
- シナリオ - 藤田伸三
- 絵コンテ - 角銅博之
- 演出 - 川又浩

広い砂漠の中を彷徨っていたことりは、一体のロボット「ロボくん」と出会う。2人は砂漠の奥にあるという「緑の森」へ向かう。
ロボくん
声 - 小杉十郎太
巨大なロボット。遠い昔から砂漠の水脈を掘り当て泉を作り続けてきた。作業中、内部に砂粒が混入した事で動けなくなっていたところをことりに助けられた。両腕はスコップ状になっている。
ことり
声 - 千葉紗子
小鳥の子供。体色は緑色。砂漠で行き倒れそうになっていたが、ロボくんの掘り当てた水脈で事なきを得る。話し言葉は女性的だが、ロボくんからは「君」付けで呼ばれていた。
カバ
声 - 並木伸一
ライオン
声 - 三宅健太
サル
声 - 西優子
あひる
声 - 佐々木日菜子
小鳥
Aの声 - 寺谷美香
Bの声 - 一色まゆ

#### いねむりおじさん
- シナリオ - 米村正二
- 絵コンテ - 芝山努
- 演出 - 小澤慎一朗
- キャラクターデザイン - 山田みちしろ
- 作画監督 - 船越英之

いねむりばかりしている漫画家のおじさんの家を訪ねたヒロ。彼はおじさんと共に「漫画の国」へと旅立つ。そこには太陽や植物、動物などが言葉を話す事ができる不思議な世界が広がっていた。ヒロはおじさんと共に漫画の国を冒険する事に。
ヒロ
声 - 亀井芳子
おじさんとは知り合いの少年。おじさんと共に「漫画の国」へ向かう。
おじさん
声 - 西村朋紘
いつも居眠りばかりしている漫画家。毛布をかけて揺り椅子に腰かけると「漫画の国」へ行く事ができる。どのような危機的状況でも居眠りができるマイペースな性格。
ケロ
声 - 青山桐子
スーツを着たカエルの男性。道が複雑に張り巡らされた漫画の国を案内してくれる。ヒロに「勉強」か「冒険」のどちらかの世界を選ばせる。語尾に「ケロ」を付けて話す。
イルカ
声 - 山口隆行
漫画の国の池に住む紫色のイルカ。ヒロとおじさんを冒険の世界へ誘う。
死神族
冒険の世界に住む原住民のような部族。料理長（声 - 志村知幸）の命令でヒロとおじさんをサンドイッチにしてしまう。語尾に「ガミ」を付けて話す。
ゴリラ
声 - 金光宣明、並木伸一
巨大な双子のゴリラ。死神族にサンドイッチにされたヒロとおじさんを食べようとする。しかし、おじさんの策略で取り合いになった結果、食べ損ねてしまう。
おしゃれダコ
赤い帽子を被った巨大なタコ。貝やサンゴを器用に使って音楽の演奏ができる。

#### ルルン・ナンダーのほし
- シナリオ - 米村正二
- 絵コンテ - 大原実
- 演出・キャラクターデザイン - 川又浩
- 作画監督 - 千葉源太

天空の世界に仲間と暮らす星の子の少女、ルルン。ある日彼女は「空の穴」から地上の世界へ落ちてしまう。地上の動物達の力を借りつつ空へ帰ろうとするも上手くいかず、そのうちに行き着いた一軒の山小屋に住む少年・ロンと出会い共に暮らす事に。
地上でのロンとの生活を楽しむルルンだったが、ある時、彼女は猟師の銃撃を受け負傷してしまう。この一件を境に、それまでルルンの世話を焼いていたロンの心情に大きな変化が訪れる。
ルルン・ナンダー
声 - 川田妙子
活発な星の女の子。お転婆な性格で長老達を困らせている。かねてから外の世界を見たがっていたが、ある時、空の穴から地上の世界へ落ちてしまう。羽が小さいため自力で空の世界へ帰る事ができず、地上の世界にて試行錯誤を重ねる。
ロン
声 - 岸尾だいすけ
ある山小屋に一人で住んでいる心優しい人間の少年。小屋の前に落ちて来たルルンと出会い、彼女を居候として迎え入れる。木彫り細工や野菜の栽培をしている。始めはか弱いルルンに対し過保護だったが、事故に巻き込まれた彼女を無事に星の世界へ帰してやる事に使命感を抱いてからは、彼女に毎日薪を運ばせるなど厳しい姿勢を見せるようになる。
星の長老
声 - 石森達幸
星の子達を束ねている老人。落ち着きのないルルンに手を焼いている。
星の男の子
声 - 城雅子
星の女の子
声 - 寺谷美香
ガバタン
声 - 江川央生
地上の世界に住んでいるカバの男の子。星の世界から落ちて来たルルンと出会い、鼻息の力で彼女を帰そうとする。
ヒトデ
海の底に落ちて来たルルンを追い出そうとする。
シュー
声 - 金光宣明
大きなクジラの男性。元の世界へ帰りたがっていたルルンを潮吹きで帰そうとする。
猟師
鳥と見間違えてルルンを猟銃で撃ってしまう。

### 第2幕 ガンバリルおじさんのまめスープ

#### ガンバリルおじさんのまめスープ
- シナリオ - 米村正二
- 絵コンテ・演出 - 増田敏彦
- キャラクターデザイン - 川又浩
- 作画監督 - 立中順平

ガンバリルおじさんは、厳しい雪山に暮らしつつも、できる限りの善意を他人に尽くす事のできる心優しい老人。ある日、そんな彼の下へ、猛吹雪の中大きなリュックサックを背負った謎の男が押し掛けて来る。
ガンバリルおじさん
声 - 江原正士
雪山で一人暮らしをしている白髭を蓄えた老人。自身が暮らす為に必要な食料が不足していても、困っている人へ優先して分け与える寛大な心を持つ。
青年
声 - 杉山紀彰
雪の中で倒れていた所をガンバリルに助けられる。
旅人
黒いコートに身を包んだ大男。猛吹雪の中、突然ガンバリルの山小屋を訪ねる。ガンバリルが薪を取りに外へ出ている間に、豆が自然に湧き出る不思議なリュックサックを残し忽然と姿を消してしまう。ガンバリル曰くその姿は雪だるまに似ていたという。
ウサギ
森の中でケガをしていたが、ガンバリルに手当てされる。

#### ガンバリルおじさんとぎんいろまん
- シナリオ - 米村正二
- 絵コンテ・演出 - 増田敏彦
- キャラクターデザイン - 川又浩
- 作画監督 - 立中順平

「タスケテ」と書かれたドングリの手紙を受け取ったガンバリルおじさんは、山を下り、森の中を捜索する。
ガンバリルおじさん
声 - 江原正士
「まめスープ」と同様に主人公として登場。
ぎんいろまん
声 - 堀内賢雄
全身が銀色でのっぺらぼうのような男。世界中のあらゆる物を見て来ており、どんな事でも知っている。森の中で迷子になっていたガンバリルやオオワシの道案内役を買って出る。空を飛んだり姿を自在に消したりできる他、強い光を放つ事もできる。
ぎんいろまんは同じくやなせによる作品「アンパンマン」にも登場する（テレビアニメ作品『それいけ!アンパンマン』では堀内ではなく中村大樹が声を担当している）。
ドングラ
声 - 酒巻光宏
どんぐり谷に住むクマ。ドングリの食べ過ぎで腹痛に苦しんでおり、ガンバリルに助けを求めていた。救助に現れたガンバリルに腹巻きをプレゼントされる。
オオワシ
声 - 下山吉光
自らを「どんぐり山の空飛ぶタクシー」と呼ぶオオワシ。ガンバリルを山小屋まで送り届けるが、暗くなると視界が遮られるため、途中で落下してしまうがぎんいろまんに助けられる。

#### キラキラ
- シナリオ - 米村正二
- 絵コンテ・演出 - 大原実
- キャラクターデザイン・作画監督 - 阿部航

「キラキラ山」は豊富な食べ物に満ちた高山だが、その頂には恐ろしい怪物「キラキラ」が生息していた。そのため、麓のオビエ村ではキラキラ山には近づいてはならない掟が守られてきた。
そんなオビエ村に暮らす暴れ者の少年・キリは単身キラキラを退治しようと山へ向かったまま消息を絶つ。彼の兄・キルは、村人の反対を押し切って弟の救出へ向かうが…。
キラキラ
声 - 玄田哲章
遠い星から地球のキラキラ山へ移住した巨大な一つ目の怪物。付近の住人にはその存在を恐れられている。
キル
声 - 野島健児
オビエ村のリーダー格である戦士。キラキラの存在を強く警戒しており、キラキラの討伐を試みる弟のキリを窘めている。槍や弓の扱いに長ける。キル達の住むオビエ村は隣村と漁場を争っているが、漁場を占領したいが為に好戦的な隣村の住人達とは反対にキル自身は無益な紛争を拒み、村同士の助け合いを望んでいる。
キリ
声 - 下和田裕貴
キルの弟。勇敢で負けず嫌いな性格。キラキラを倒す事を夢見ており、日夜槍術の鍛錬に励んでいるが、兄のキルには無謀な行為であるとして止められている。
マサ
声 - 樫井笙人
ガウ
声 - 松本大
男
声 - 相馬幸人

#### タコラのピアノ
- シナリオ - 山田由香
- 絵コンテ・演出 - 山本泰一郎
- キャラクターデザイン・作画監督 - 須藤昌朋、山中純子

海の底に暮らすタコのタコラ。ある日、海の上から一台のグランドピアノが落ちて来るのを目撃する。初めて触れたピアノにすっかり夢中になったタコラは、いつしか地上の人間達をも虜にするピアノの才能を開花させるまでに至った。
「ピアノを奏でるタコ」の噂はたちまち町中に知れ渡り、タコラは世界を股にかける天才ピアニストに。しかし彼は、自分が舞台に立つ度に外見を観衆に笑われてしまう事を悩んでいた。
タコラ
声 - 宮田幸季
本名は「タコラ・タコラツク・タコリシチ」。海底の壺の中に住んでいるタコの男の子。海から落ちて来たピアノと出会った事でピアニストとしての資質を花開かせる。海水に漬けたサトイモが好物。サインは口から墨を吐いて行う。レパートリーは「ピアノソナタ第15番」「パリのアメリカ人」「小犬のワルツ」「トルコ行進曲」等。
指揮者
声 - 上田敏也
年老いた人間の指揮者。コンサートの最中にピアニストを怒らせたタコラを責めるが、タコラのピアノ演奏の才能を認める。
ピアニスト
声 - 河本邦弘
コンサートでピアノを弾いていたところ、タコラに腕前を馬鹿にされたため激怒し帰ってしまう。
レポーター
声 - 原島梢
医者
声 - 金光宣明
タコラからある手術の依頼を受ける。
子供
声 - 西優子
客
声 - 一色まゆ、寺谷美香、松井尚吾
タコラの演奏を聴きに来る聴衆達。初めは誰もがタコラの外見を嘲るが、演奏を聴くと途端に静まり返る。
ゲソイカーノ・スミノビッチ
ある出来事をきっかけに消息を絶ったタコラに取って代わるかのように頭角を現した天才ギタリスト。

### 第3幕 わらうぼうし リトル・ボオ

#### てんしのぐらたん
- シナリオ - 藤田伸三
- 絵コンテ・演出 - 川又浩
- キャラクターデザイン - 川又浩
- 作画監督 - 千葉源太

天使の子・ぐらたんは、父の言いつけで地上の人間達を良い心にする任務へ向かう。一方、悪魔の子・スパイスは、同じく父から地上の人間達を悪い心にするよう命令を受ける。
ぐらたんは腕白でいたずら好きの双子・ばたきちとどたこを良い子に変えようと奮闘するが、スパイスに相次いで邪魔立てをされ、上手くいかず困惑してしまう。果たしてぐらたんは人々の良い心を高める事ができるのか。
ぐらたん
声 - こおろぎさとみ
天使の男の子。一人前の天使になるために「よいこ光線」で地上の人間達の良い心を強くするべく地上へ降り立つ。
スパイス
声 - 陶山章央
悪さが大好きな悪魔の男の子。「いじわる光線」で地上の人間達の悪い心を強くするために地上へ向かい、ぐらたんを妨害する。
ばたきち
声 - 芝原チヤコ
どたこの双子の兄。とても腕白で妹のどたこと喧嘩ばかりしている。
どたこ
声 - 水田わさび
ばたきちの双子の妹。ばたきちに負けず劣らずお転婆。
ぐらたんのパパ
声 - 小室正幸
息子のぐらたんに「よいこ光線」の能力を与える。
スパイスのパパ
声 - 斉藤次郎
息子のスパイスに「いじわる光線」の能力を与える。
どた・ばたの父、母
声 - 並木伸一（父）、安達まり（母）
落ち着きのないばたきちとどたこに手を焼いているが、2人の事はとても可愛がっている。
シロ
声 - 西優子
ばたきちの家で飼われている白猫。
おじさん
声 - 金光宣明
人相の悪い大人の男性。道端でゴミのポイ捨てをした所、ばたきち達と争いになる。
子犬
二匹の野良犬。スパイスのいじわる光線を浴び凶暴化してしまう。
母親
声 - 寺谷美香
女の子
声 - 一色まゆ

#### わらうぼうし リトル・ボオ
- シナリオ - 米村正二
- 絵コンテ・演出 - 大賀俊二
- キャラクターデザイン：前田実
- 作画監督：門脇孝一

母親からまみおばさんの家までおつかいを頼まれたこんたんは、おばさんから「わらうぼうし」という不思議な絵本をプレゼントされた。その本を開くと自由に空を飛べるようになるのだ。
リトル・ボオと出会ったこんたんは共に困っている子どもたちを助け活躍する。ところが、氷山ではぐれていたペンギンの国の王女を助けたお礼として、王女との結婚を迫られ困り果ててしまう。
こんたん
声 - 折笠愛
自由に空を飛べる事を夢見ている。まみおばさんから「わらうぼうし リトル・ボオ」という絵本をプレゼントされる。踊りが苦手。ペンコ姫を助けたきっかけに半強制的に結婚させられそうになる。
リトル・ボオ
声 - 南央美
赤い帽子を被った小さい不思議な少年。困っている子を助けに「ボオボオ星」からやって来た。帽子の中に体を隠すことができる。帽子のサイズは自在に変化させられる。人助けをするが悪者が相手でも無益な戦いを選ばない。
まみおばさん
声 - 篠原恵美
みみたん
声 - 白鳥由里
ウサギの女の子。山奥の丸太橋から落ちそうになっていたところをリトル・ボオの力を借りたこんたんに助けられた。「でかたんみみたんぽぽたん」に登場するみみたん（名前と担当声優が同一）とは無関係。
ペンコ姫
声 - 城雅子
氷山に住むペンギンの国の王女。あざらしに襲われ迷子になってしまっていたが、こんたんとリトル・ボオに助けられた。
あざらし
声 - 並木伸一
ペンコ姫を襲おうとしていた巨大なアザラシ。語尾に「ゾウ」を付けて話す。
ペンギン王
声 - 金光宣明
ペンギン妃
声 - 中村ひろみ
ペンコ姫の帰りを待っていた。
ペンギンの国の住人
声 - 松井尚吾

#### クシャラひめ
- シナリオ - 米村正二
- 絵コンテ・演出 - 大原実
- キャラクターデザイン・作画監督 - 松本勝次

クシャラ姫は自分の鼻を気に入っておらず、隠そうとする姿を家来や住民に笑われてばかりいた。その事に辟易したクシャラ姫は、城を抜け出しては森の動物達と遊ぶようになる。
ある時、動物達とかくれんぼをしているうちに森の奥へ迷い込んでしまった彼女は、悪い魔法使いに竜の姿に変えられたという隣国の王子と運命の出会いを果たす。
クシャラ姫
声 - 井上喜久子
低い鼻にコンプレックスを抱いており、鼻を隠すための鳥のくちばしに似た飾りをいつも身に付けている。
王子
声 - 井上和彦
隣の国の王子。悪い魔法使いに巨大な竜の姿に変えられていたが、クシャラ姫に涙を拭いてもらった事で呪いが解け、人間の姿に戻る。
王様
声 - 石塚運昇
クシャラ姫の父。鼻の低さを気にしている娘のクシャラ姫を気にかけている。
魔法使い
声 - 増山江威子
王子に何らかの恨みを持っており、彼を竜の姿に変身させてしまう。その後、人間の姿に戻された王子やクシャラ姫を再び襲う。
隣国の王様、王妃
声 - 千田光男、前田敏子
行方不明になっていた王子の帰りを待っていた。しかし、魔法使いの再来を恐れるが為に王子を牢屋へ監禁してしまう。
ピリカ姫
牢屋に監禁されていた王子の前に突然現れた王女。彼を解放しクシャラ姫の城へ案内するが…。
家来
声 - 平野俊隆
門番
声 - 逢坂力
客
声 - 鷹嘴翼

### 第4幕 しろいうま

#### ごろごろごろたん
- シナリオ - 山田由香
- 絵コンテ - 須田裕美子
- 演出 - 小澤慎一朗
- キャラクターデザイン・作画監督 - 山田みちしろ

いつものように犬小屋の上で昼寝をしていたごろたん。突然犬小屋が大きく揺れたかと思うと犬小屋が消えてしまった。困り果てたごろたんは、友達のけろたんと共に犬小屋の行方を追うことに。
犬小屋を盗んだ犯人はモグラのもぐたん。ごろたんは彼を責めるも、もぐたん側にも深い事情がある事がわかった。どちらにも快適な家が必要であると判断したけろたんは、ある提案を思いつくのだった。
ごろたん
声 - 関智一
耳や目の周り、背中の模様、尻尾の先が黒い出っ歯の犬。いつもゴロゴロ寝てばかりいて、仲間からは「ごろごろごろたん」と呼ばれている。語尾に「ワン」を付けて話す。
けろたん
声 - 小桜エツ子
ごろたんの友達のカエル。普段は池の上で暮らしている。語尾に「ケロ」を付けて話す。
ぐにゃたん
声 - 寺谷美香
ごろたんの友達のミミズ。普段は土の中に潜っている。語尾に「グニャ」を付けて話す。
のろたん
声 - 一色まゆ
ごろたんの友達のカタツムリ。語尾に「ノロ」を付けて話す。
もぐたん
声 - 藤田咲
土の中で暮らしているモグラ。病気の母のためにごろたんの犬小屋を盗んでしまう。語尾に「モグ」を付けて話す。
もぐたんの母
病気で寝込んでおり、もぐたんが看病しているが、治療に適した環境を必要としていた。
とらきち
声 - 鈴木琢磨
トラネコの大工。語尾に「ニャ」を付けて話す。
ぶる
声 - 飯島肇
ブルドッグの警察官。語尾に「ブル」を付けて話す。
鳥たち
声 - 原島梢、岡田恭子

#### セントバーナードとたびびと アニーとコラ
- シナリオ - 山田由香
- 絵コンテ - 矢野博之
- 演出 - 羽毛田朋樹
- キャラクターデザイン・作画監督 - 平山智

アルプス山脈の麓に暮らすセントバーナードの親子・アニーとコラ。母のアニーはアルプスで遭難した旅人を救助する仕事に出なければならず、その度に息子のコラを独りにせざるを得なかった。
そんな中、甘えん坊のコラは自身が幼いがために常にアニーと一緒に居られない事を悟り、救助犬としての道を自ら歩むようになる。やがて月日は流れ、立派に育ったコラは、アニーと共に登山者の救助に臨む。
アニー
声 - 池田昌子
メスのセントバーナード。子供のコラを育てつつ登山者の救助犬としても活躍している。首輪には常に遭難者に飲ませるための酒の入った小さな樽を提げている。
コラ
声 - 水谷優子
アニーの子供。幼い故に母のアニーに甘えっぱなしだったが、母と共に遭難者救助への従事を決意するように。強い向上心の持ち主だが、救助犬として一人前に育ってからも母へ甘えがちな性格だけは抜け切れておらず、時折マイペースな面も見せる。
旅人
声 - 逢坂力
雪山登山中に足を滑らせ転落するが、アニーとコラの働きにより無事救助された。

#### しろいうま
- シナリオ - 米村正二
- 絵コンテ・演出 - 篠原俊哉

ある冬の夜の出来事。少年の部屋に飾っていた絵のしろいうまが突然飛び出し、外の世界へと飛び去ってしまう。うまの後を追い続けるうちに、少年は季節の移ろいを感じさせる幻想的な世界の中へ惹き込まれていく。
少年
声 - 小林優子
この物語の主人公。部屋の額縁にしろいうまの絵を飾っている。自身の目まで覆ってしまうほど大きく黒い帽子を被る。
しろいうま
少年の部屋に飾られた絵の中から突然飛び出した。うまが飛び去った後は、野山の草木が萌え、一面に花々が咲き乱れる。また、蝶から変化した星を引き連れて荒地に星の花を咲かせる。
羊
元は山に積もった雪だったが、溶けて麓の牧場へ降りていった。
星の妖精
しろいうまが咲かせた星の花から生まれた妖精。少年とダンスを踊り、最後は星の涙を零しながら姿を消した。
ナレーション
声 - 小林優子
本編の冒頭で原作絵本に基づいたあらすじを語る。
- 主題歌『しろいうま』

作詞 - やなせたかし
作・編曲・歌・演奏 - タテタカコ
- 挿入歌『星の木の下で』

作詞 - やなせたかし
作曲 - Michel Kama
編曲・歌・演奏 - タテタカコ

### 第5幕 さよならジャンボ

#### しっぽのうた
- シナリオ - 藤田伸三
- 絵コンテ - 芝山努
- 演出 - 小澤慎一朗
- キャラクターデザイン - 山田みちしろ
- 作画監督 - 船越英之

エスは、ふと自分の尻尾に対し疑問を抱くようになった。嬉しい時に尻尾が無自覚に振れる事を癪に感じたからである。やがて、飼い主のけんちゃんに尻尾でしか気持ちを伝える事ができない現実に嫌気が差したエスは、家を飛び出してしまう。
エス
声 - 大原めぐみ
けんちゃんの家で飼われているオスのダックスフント。けんちゃんの事が好きだが、なかなか自分の気持ちを読み取ってくれない彼にいつしか愛想を尽かしてしまう。
けんちゃん
声 - 高山みなみ
エスの飼い主である少年。幼少期に捨て犬だったエスを拾う。
ボス、チビ、ヤセ
声 - 飛田展男（ボス）、笹島かほる（チビ）、山本泰輔（ヤセ）
エスの町に住み着いている野良犬のグループ。親玉のブルドッグがボスで、その取り巻きがチビとヤセ。家出したエスを新入りとして勧誘し、人から食べ物を強奪させようとする。
エル
声 - 氷上恭子
メスのトイプードルでエスの友達。
エルの飼い主
声 - 寺谷美香
大人の女性。泥だらけになっていたエスに不快感を表し、遠ざかろうとした。
婦人
声 - 一色まゆ
食べ物をねだったボスに買った品物を与えようとするが吠えつかれてしまう。
少年
声 - 西優子

#### さよならジャンボ
- シナリオ - 米村正二
- 絵コンテ・演出 - 大賀俊二
- キャラクターデザイン・作画監督 - 南雲公明

南の国からとある小さな国にやって来たゾウ使いのバルーとゾウのジャンボ。彼らは新しい国民として王様に迎え入れられる。
バナナの収穫を手伝いつつ楽しい毎日を過ごしていたバルーとジャンボ。そんなある夜、近隣の国同士で戦争が勃発、王様らはたちまち食糧危機に瀕する。
バルー
声 - 藤田淑子
南の国からやって来たゾウ使い。ジャンボの芸を見込まれ王様達に歓迎される。
ジャンボ
声 - 川津泰彦
バルーが飼っているゾウ。様々な芸をこなす。
王様
声 - 龍田直樹
とある国を治めている白髭を蓄えた王様。彼の統治する国ではニコニコ笑う事が挨拶代わりになっている。
トン、チン、カン
声 - 金光宣明（トン）、河本邦弘（チン）、園部啓一（カン）
花の付いた帽子を被っている王様に仕える3人組。背が低く小太りなのがトン、背が高く細身なのがチン、チンよりも更に長身で髭が濃いのがカン。

#### アリスのさくらんぼ
- シナリオ - 米村正二
- 絵コンテ - 矢野博之
- 演出・キャラクターデザイン - 川又浩
- 作画監督 - 千葉源太

ヒロはウサギのアリスをこよなく愛していた。ところが吹雪の吹き荒ぶ冬の夜、アリスは突然失踪してしまう。無二の親友を失ったヒロは自宅に篭もりがちになり、失意の底にいた。そんな時、彼は以前から読んでいた『不思議の国のアリス』の本を見て、アリスを捜す冒険の旅に出る。
無情にもアリスを見つける事は叶わず挫折しかけた時、ヒロの目に飛び込んだのは岸壁から光を放つ白い灯台。引き寄せられるようにその中へ入って行くヒロ。それは、探し求めていたアリスとの予期せぬ形での再会を意味していた。
ヒロ
声 - 中尾隆聖
この物語の主人公。哲学的な思想を持っており、生命の起源について独自の仮説を唱える事がある。肉料理全般を好む。
アリス
声 - 柚木涼香
ヒロが飼っているウサギ。さくらんぼが好物。ある日、ヒロの前から忽然と姿を消す。名前はヒロの愛読書『不思議の国のアリス』に因んで名付けられた。
あわてうさぎ
声 - 鈴木恭輔
突然『アリス』の本から飛び出したウサギ。
キャスター
声 - 金光宣明
テレビの大食い競争の番組で実況中継をしていた。
動物たち
声 - 牧口真幸、古城望、江口拓也

### 第6幕 もりのヒーロー ハリーとマルタン

#### ハリーとマルタン アクマのたにのまき
- シナリオ - 藤田伸三
- 絵コンテ - 大原実
- 演出 - 大賀俊二
- キャラクターデザイン・作画監督 - 前田実

ハリーは「アクマの谷」と呼ばれる「7つのアクマ」達が潜む恐ろしい谷に迷い込んでしまう。そんな彼の前に現れたのはマルタンと名乗るヒーロー。彼はハリーに「7つのアクマを倒さない限りアクマの谷から抜け出せられない」と告げる。アクマ達を前に及び腰になるハリーだったが、マルタンの後押しを受けつつ、勇気を持って敵に立ち向かう事への決意を新たにする。
ハリー
声 - 小林由美子
ある日突然森の平和を守るヒーローとなる使命を与えられた子鹿の男の子。元気一杯だが臆病な性格。
マルタン
声 - 山本泰輔
ハリーの前に現れたもう一人のヒーロー。黄色い髪を生やした水色の丸顔で紺色のスーツを着ている。ハリーを「弱虫ハリー」と呼ぶなど口は悪いが、彼が7つのアクマを倒すべく勇気を出して行動に移れば力を貸してくれる。「スタタンタンのタン！」が口癖。
コロちゃん
声 - 金田朋子
ドングリの男の子。アクマの谷に迷い込んでしまいガマに襲われそうになっていたところをハリーに助けられる。頭と手足を引っ込めてドングリの形に変形する事ができる。
ムシコちゃん
声 - 望月久代
テントウムシの女の子で本名は「テントウムシコ」。アクマの谷でカマに追われ続け泣いていたところをハリー達が目撃する。何かトラブルがあると「ムシしたい」と言い、欲しい物があると「ムシできない」と言うのが口癖。
ガマ
声 - 金光宣明
巨大なガマガエルの怪物で「7つのアクマ」の一人。コロちゃんを食べようと襲うがハリーに倒され元のガマガエルの姿に戻る。強烈に臭い息を吐く。
カマ
声 - 鈴木千尋
カマキリの姿をした「7つのアクマ」の一人。両手に持った草刈り鎌が武器。ムシコちゃんを食べようとしていた。マルタンがクマから奪ったレイピアを受け取ったハリーに倒され、元のカマキリの姿に戻った。
クマ
声 - 岡野浩介
頭がクマ、体がハチの姿をした「7つのアクマ」の一人。レイピアが武器。獲物のハリーらをカマと共に挟み撃ちにしようとするが、カマと獲物の取り合いになっているうちに一時彼らを逃してしまう。その後再び戦いに挑んだハリーとマルタンの協力プレーを前に敗れ、元のクマバチの姿に戻った。蜂蜜ジュースが大好物。

#### ハリーとマルタン みずのアクマのまき
- シナリオ - 藤田伸三
- 絵コンテ・演出 - 三浦陽
- キャラクターデザイン・作画監督 - 前田実

『アクマのたにのまき』の続き。アクマの谷から脱出する為にハリー達は「7つのアクマ」との戦いを続ける。マルタンはハリーがピンチの度に駆けつけ、アクマの弱点を突くためのヒントを与えるのだった。
ハリー
声 - 小林由美子
マルタン
声 - 山本泰輔
コロちゃん
声 - 金田朋子
ムシコちゃん
声 - 望月久代
ナマ
声 - 梁田清之
沼地に潜むナマズの姿をした「7つのアクマ」の一人。水の中では強いが陸地では動きが鈍くなる。髭を自在に操り、コロちゃんを捕まえようとするがハリーとマルタンに倒され元のナマズの姿に戻った。
トンマ
声 - 檜山修之
道着を着た白豚の「7つのアクマ」の一人。強力な鼻息は小柄なハリー達を簡単に吹き飛ばしてしまうが、息を吸っている間に間合いを詰められてしまい、弱点となる尻尾を引っ張られ元の白豚の姿に戻った。
ヌマ
声 - 幸田夏穂
巨大な泥水の怪物で「7つのアクマ」の一人。無数の触手でハリーを襲うが、ハリーの挑発に乗せられ谷底の川へ落とされてしまう。

#### ハリーとマルタン ゴロゴロせんせいのまき
- シナリオ - 藤田伸三
- 絵コンテ - 大原実
- 演出 - 大賀俊二
- キャラクターデザイン・作画監督 - 前田実

『みずのアクマのまき』の続き。ハリーが倒すべき「7つのアクマ」は残すところ後一人。彼はゴロゴロせんせいによる指示の下『オバケの塔』へ向かい、知恵の試験を受ける事に。
見事試験に合格し帰還するハリー。ところが彼を待ち受けていたものは、コロちゃんとムシコちゃんを体内に閉じ込めた7つ目のアクマ・ゴロゴロせんせいだった。ハリーは最後の戦いに挑む中で、これまで自身を励ましてくれていたマルタンの正体を悟る事となる。
ハリー
声 - 小林由美子
マルタン
声 - 山本泰輔
コロちゃん
声 - 金田朋子
ムシコちゃん
声 - 望月久代
ゴロゴロせんせい / メープル姫
声 - 島本須美
巨大なダルマの姿をしている。6つのアクマに勝ったハリーを褒め、マルタンと共に知恵の試験を受けに向かわせる。その後、コロちゃんとムシコちゃんを攫い、自身が7つ目のアクマである事をハリーに告げ襲いかかる。ハリーに弱点の頭部を金のトンカチで割られ消滅した。
その正体はカエデの木の精であるメープル姫で、アクマの毒によってダルマの姿に変えられていた。
リップ
声 - おみむらまゆこ
チューリップの姿をした女の子。ゴロゴロせんせいと共に洞窟の中でハリー達を待っていた。
オバケ
声 - 岡野浩介
3つの目がついたタコのような生き物。オバケの塔の案内人でハリーにクイズを出題する。
タヌキ
声 - 鈴木千尋
タヌキの姿をしたオバケ。オバケの塔の中でハリーに「たぬきクイズ」を出題する。
キツネ
声 - 儀武ゆう子
キツネの姿をしたオバケ。「とんたすクイズ」を出題する。問題を解いたハリーを「金のトンカチ」の眠る部屋へ導く。
金のブタ
声 - 金光宣明
オバケの塔の宝である「金のトンカチ」を持ったブタの金像。突如ハリーを襲うが、トンカチをハリーに取られ、崩壊を始めた塔と共に砕け散ってしまった。

### 第7幕 ほしのこルンダ

#### ほしのこルンダ たんじょう!
- シナリオ - 米村正二
- 絵コンテ・演出 - 増田敏彦
- キャラクターデザイン - 川又浩
- 作画監督 - 立中順平

ここは天使達が暮らす星の世界。ルンは大変ないたずら者なためにピカールの怒りを買い、罰として天使の肩書きを失ってしまう。地上の世界で弱い者達を守る事ができれば、天使の資格を復活させられると聞き、ルンは「ほしのこルンダ」として人々を困らせる悪者達を懲らしめに回る。
ルン / ほしのこルンダ
声 - 市来光弘
腕白でいたずら好きの星の天使。天使の資格を剥奪され、代わりに星のヒーロー「ほしのこルンダ」として地上の世界で活躍する事となる。ルンの時は顔の色が水色で目の周りや頬にオレンジ色の星の模様がある。ルンダの時は人間の姿に近く、苔色のマントに青いスーツを身に纏う。地上の世界は汚くお化けが大量に住んでいると思い込んでおり抵抗を感じていたが、美しい光景もある事を自身の目で知る事となる。ヒーローとしての実績を重ねピカールからの許しを得るが、引き続き地上の世界でルンダとして活躍する道を選んだ。
ピカール
声 - 堀勝之祐
星の世界で天使達を束ねる神様。ルンを天使失格にし地上の世界へ追放する。いたずら好きのルンに厳しいが、彼の事は大切に思っており厚い信頼を寄せている。
キラ、ピカ、チカ
声 - 寺谷美香（キラ）、西優子（ピカ）、一色まゆ（チカ）
顔が星の形をした天使の子達。顔がピンク色をしているのがキラ、黄色がピカ、緑色がチカ。ほしのこルンダとして地上の世界へ向かったルンを天の川から見守り、ルンダの非常時には力を与えに現れる。
カニオ、カニコ
声 - 成瀬誠（カニオ）、仲西環（カニコ）
頭がカニの形をした人間に近い男の子と女の子。川のそばで踊っていたところ、昼寝を邪魔されたとしてパクリンに襲われそうになる。カニだけに横向きにしか走れない。
パクリン
声 - 金光宣明
川の底で眠っている巨大なナマズ。カニカニダンスを踊っていたカニオとカニコを襲う。助けに現れたほしのこルンダを飲み込んでしまうが返り討ちに遭う。その後は二度と弱い者いじめをしない事を誓い改心した。
ニラメッコおばけ
声 - 宗矢樹頼
おそろし山の頂上に潜む怪物。丸い頭に色違いの目が13個ついており、強力な七色の光を放つ。パワーアップしたルンダの「うずまき飛び」「ながれぼしキック」に敗れる。

#### ほしのこルンダ すいしょうやまのひみつ
- シナリオ - 米村正二
- 絵コンテ・演出 - 増田敏彦
- キャラクターデザイン - 川又浩
- 作画監督 - 立中順平

地上の世界をパトロールしていたほしのこルンダは、腹痛に苦しむカエルの怪獣・ゲロラと出会う。腹痛の元凶は体内にいたイガグリラだったが、その正体は『すいしょうやま』の水晶を司る王女・クリスタ姫だった。
悪い魔法使いの魔術を解いてくれたお礼にルンダを『すいしょう祭り』に招くクリスタ姫とゲロラ。誰かの助けを察したルンダはその誘いを断り、再び声のする方へ飛び立ったが…。
ほしのこルンダ
声 - 市来光弘
苦しんでいたゲロラを助けるべくゲロラの体内へ突入し、イガグリラに変身させられていたクリスタ姫を救う。
クリスタ姫 / イガグリラ
声 - 川澄綾子
すいしょうやまの水晶を守っている王女。悪い魔法使いに全身に棘の生えたお化け『イガグリラ』の姿に変えられていた。ゲロラの腹の中におり彼を腹痛で苦しめていたが、ルンダに退治され元の姿に戻った。岩を水晶に変える魔法が使える。彼女の流す涙は水晶に変わる。
ゲロラ
声 - 鈴木清信
巨大なカエルの怪物。クリスタ姫の護衛を務める。腹痛で苦しんでいたためルンダに助けを求める。口から煙のような息を吐く。
デモンガ
声 - 小宮和枝
クリスタ姫をイガグリラの姿に変えた張本人。石像に化け、ルンダを騙し洞窟に幽閉し襲いかかる。圧倒的なパワーでルンダを追い詰めるも、クリスタ姫の水晶攻撃を受け、変身が解けてしまう。正体はコウモリのような姿をしており、弱点である強い光をルンダから受け退散する。
ピカール
声 - 堀勝之祐
デモンガとの戦いで窮地に立たされていたルンダを心配する。その後、ルンダを助けたクリスタ姫とゲロラに礼を言い、デモンガを倒したルンダを褒めた。
キラ、ピカ、チカ
声 - 寺谷美香（キラ）、西優子（ピカ）、一色まゆ（チカ）
天の川からルンダを応援に駆けつけ、力を与える。

#### ほしのこルンダ くろいほしのナニイ
- シナリオ - 米村正二
- 絵コンテ・演出 - 増田敏彦
- キャラクターデザイン - 川又浩
- 作画監督 - 立中順平

ピカール達は地上へと降り注ぐ流星『くろいほし』を目撃し、地上でヒーロー活動を続けるほしのこルンダを心配していた。その頃ルンダは、沼を汚されてしまったケロリ王子から助けを求められ、泥の怪物・ドロラの討伐に挑んでいた。
ほしのこルンダ
声 - 市来光弘
ナニイ
声 - 岡本麻弥
『くろいほし』と共に地上に現れ、カエルの国へドロラをけしかけた悪魔。光の力で戦うルンダと相反する影の力を操る。ルンダの希望の光を吸収しようとするが、ルンダがクリスタ姫から授かった『水晶の涙』のパワーに敗れ、「ルンダの影には必ず自分がいる」と言い残し地上から引き揚げた。
ケロリ王子
声 - 佐々木望
沼の中にある『カエルの国』の王子。本名は『ケロロケロリンゲロゲロゲロッググオーギャースカグルルンケロリコロッケジャブンピョンピョンガコロリンケロケロ』と非常に長いため自ら『ケロリ』と略して呼んでいる。突然現れたドロラに沼を汚されてしまい、ルンダに助けを求める。
ドロラ
声 - 郷里大輔
巨大な泥の怪物でナニイの手下。カエルの国の沼をネバネバで落ちにくい泥で汚してしまう。体は分厚い泥で覆われており、カエルの侍女達が吐く『ケロリバブルシャンプー』にも耐えるが、パワーアップしたルンダの『ながれぼしシャワー』で全身を穴だらけにされ、穴にシャンプーを噴射された結果消滅した。
ケロミ、ケロエ、ケロコ
声 - 荒木香恵（ケロミ）、青山桐子（ケロエ）、笹島かほる（ケロコ）
カエルの国に仕える侍女達。口から吐く泡で体を洗う『ケロリバブルシャンプー』でドロラの泥を浴びたルンダを綺麗にする。
ピカール
声 - 堀勝之祐
星の学校へ向かうキラ・ピカ・チカをくろいほしから守る。
キラ、ピカ、チカ
声 - 寺谷美香（キラ）、西優子（ピカ）、一色まゆ（チカ）
ドロラの泥を浴びてダウンしたルンダに力を与え激励する。

### かばこさんシリーズ
- シナリオ - 藤田伸三
- 絵コンテ・演出 - 川又浩
- キャラクターデザイン - 川又浩
- 作画監督 - 千葉源太

「はねつき」「おくちあーん」（第2幕収録）「やまのぼり」「こいのぼり」（第3幕収録）「やきゅう」「つなひき」（第4幕収録）「とびこみ」（第5幕収録）「くりひろい」「おちば」（第6幕収録）「かびん」（第7幕収録）の短編10作からなるシリーズ。かばこさんとその友達・ぴょんたくんやちゃーちゃんが仲良く遊んだり騒動を起こしたりする様子が描かれる。
かばこさん
声 - TARAKO
大柄なカバの女の子。大食いで怪力の持ち主。呑気な所もあるが友達のために率先して行動する姉御肌な一面もある。
ぴょんたくん
声 - 斎藤千和
ウサギの男の子でかばこさんの友達。常に赤い帽子を被っている。負けず嫌いで熱くなりがちな性格。
ちゃーちゃん
声 - 松来未祐
ネズミの男の子でかばこさんの友達。
ちゅーせんせい
声 - 菊池正美
「おくちあーん」「かびん」に登場するネズミの医者。鼻の中に虫が入って苦しんでいたかばこさんを治療する。「かびん」ではカンフーを披露する。
ぴょんたくんのママ
「とびこみ」に登場する。海水浴へ行くぴょんたくんへ、気を付けるように声を掛ける。

## スタッフ
- 原作 - やなせたかし
- 企画 - 加藤俊三
- シリーズ構成 - 米村正二
- アニメーションスーパーバイザー - 大賀俊二
- 美術監督 - 横山幸博
- 色彩設計 - あかほりくみこ
- 撮影監督 - 森下成一
- 音響監督 - 飯塚康一
- 音楽 - 近藤浩章
- 音楽ディレクター・編曲 - 近藤由理
- ミュージックエンジニア - 山崎進
- ミュージシャンコーディネーター - 大藤英貴
- 音楽プロデューサー - 今田学
- 音楽制作協力 - C・オーグメント、ドゥ．カンパニー
- キャスティング協力 - 81プロデュース、山内春香
- 音響制作担当 - 伊藤巧
- 音響制作・録音スタジオ - HALF H・P STUDIO
- 制作進行 - 相見秀治
- 制作デスク - 鮫島康輔
- タイトル - LAD、design 吉村
- アニメーション制作 - The Answer studio
- 制作 - 創通エンタテインメント
- 制作担当プロデューサー - 木曽由香里
- プロデューサー - 小野利恵子、吉野朋子
- 製作 - 「やなせたかしメルヘン劇場」製作委員会（創通エンタテインメント、日本テレビ放送網、バップ、日本テレビ音楽、フレーベル館、小学館）